# Star (韓國歌手)
星（1983年10月22日—），本名金高恩（김고은），韓國女歌手。曾是JYP創社初期藝人，2012年8月14日宣佈與韓國歌手及藝人Haha（本名：河東勳）結婚，於同年10月註冊，並於同年11月30日舉行婚禮。2013年1月25日，宣佈已懷孕三個月。同年Haha於Twitter宣佈喜得一子。2017年，次子出生。2019年，長女出生。

## 經歷
- 2005年10月：Rain《Rainnydday》北京演唱會嘉賓
- 2005年：Rain泰國演唱會
- 2005年12月：Rain BabyVox《關愛》演唱會嘉賓
- 2006年6月：中央電視台《呼喚，把愛心奉獻給孩子》大型兒童慈善日晚會演出
- 2006年11月：《CCTV星光大道》與阿寶合唱歌曲《神話》
- 2012年10月24號：與10cm合作發行單曲《So Cute》
- 2020年3月31號：為電視劇《When the winter is fine》演唱ost 《Dear My Love》
- 2021年12月10日：出演tvN的綜藝節目《媽媽是偶像》，組成女團「MAMADOL（마마돌）」，出道主打為《WooAh HIP（우아힙）》。[1][2][3]
- 2023年1月11號：發行第六張正規專輯《startrail》

## 音樂作品

### 專輯
- 《安否》
- 《眼淚泉》
- 《Her Story》
- 《STAR》
- 《水氣球-12月32日以後》
- 《Identity》
- 《Wasabii Sound 2nd》
- 《LEAVES》
- 《Startrail》

### 電視劇OST
- 2004年：《浪漫滿屋》－I Think I
- 2005年：《我們應對離別的方式》－激動、곁에서만 들리는
- 2006年：《無敵情報員》－如果愛
- 2006年：《飛越彩虹》－美夢
- 2007年：《9局下半2出局》－Fly Again
- 2007年：《我是老師》－Love You
- 2009年：《不能結婚的男人》－愛嗎
- 2010年：《灰姑娘的姐姐》－葬心
- 2010年：《還想結婚的女子》－Beautiful Girl
- 2010年：《Gloria》－一無所有（與簡鍾旭）
- 2012年：《暴力羅曼史》－會這樣都是因為你
- 2012年：《順藤而上的你》－刻骨銘心的話
- 2012年：《黃金時刻》－觸到雙頰前
- 2012年：《想你》－浮現你的臉（Feat. Swings）
- 2013年：《Love in Memory》－Love in Memory
- 2015年：《Who Are You－學校2015》  - Remember
- 2015年：《第二個二十歲》 - 美好的時節
- 2020年：《天氣好的話，我會去找你》 - 我真正愛的人
- 2020年3月31號：《When the winter is fine》-《Dear My Love》

### 電影OST
- 2006年：《戀愛，不堪忍受的輕浮》－버려야 할 것들
- 2006年：《伴我走天涯》－心
- 2009年：《樂園》－보내는 마음（與Natural）

## 被華語歌手翻唱的歌曲
- 范瑋琪《I Think I》／原曲：I Think I

## 電視出演

### 2005年
- 6月5、12日 : SBS 《X Man》

### 2009年
- 12月15、22日 : SBS 《強心臟》聖誕特輯：甜蜜或者苦澀(上、下）

### 2012年
- 12月15日：MBC《無限挑戰》無限快遞（上）

### 2015年
- 3月16日：SBS《Healing Camp》，與 Haha
- 6月14日：SBS《Running Man》 Ep251，孫俊浩、金素賢

### 2016年
- 4月2日：MBC《無限挑戰》婚禮歌手特輯（2）
- 5月14日：MBC《無限挑戰》婚禮歌手特輯（3）
- 5月21日：MBC《無限挑戰》婚禮歌手特輯（4）

### 2021年
- 12月7日：-tvN《媽媽是偶像》 固定出演

## 獲獎
- 2002年：《SBS歌謠大典》－新人獎
- 2006年：CCTV《呼喚，把愛心奉獻給孩子》大型兒童慈善日－愛心大使、作為藝人代表領取榮譽證書
- 2006年：《KBS,SINA 2006韓流大賞》－最受歡迎電視劇主題曲《I THINK I》
- 2006年：《第三屆國際音樂博覽會》－中韓音樂文化交流貢獻獎

## 外部連結
- Star的X（前Twitter） 
- Star的Instagram帳戶 